# アスリートの聖地
アスリートの聖地（アスリートのせいち）は、2008年1月7日から3月30日までWOWOWで放送されたドキュメンタリー番組。放送時間は毎週日曜11：00より1時間。
この番組は毎週「聖地」と呼ばれるスポーツ競技場にスポットを当て、中継では見られない聖地のすべてをハイビジョン映像で綴った。
ナレーターは中井貴一。

## 放送リスト
- 第1回 セントアンドリュース・オールドコース「神の造りたもうたコース」（ スコットランド・ゴルフ）
- 第2回 カンプ・ノウ「カタルーニャの魂を込めて」（ スペイン・サッカー）
- 第3回 東京競馬場「大衆の聖地」（ 日本・競馬）
- 第4回 ローラン・ギャロス「華麗さと激しさの赤土コート」（ フランス・テニス）
- 第5回 マラカナン・スタジアム「サッカー王国の原点」（ ブラジル・サッカー）
- 第6回 ルンピニー・スタジアム&ラジャダムナン・スタジアム「ムエタイ　富と栄光を求めて」（ タイ・ムエタイ）
- 第7回 ロンシャン競馬場「凱旋門賞の誇りと夢」（ フランス・競馬）
- 第8回 両国国技館「伝統に魅せられる舞台」（ 日本・相撲）
- 第9回 インディアナポリス・モーター・スピードウェイ「すべては観客のために」（ アメリカ合衆国・モータースポーツ）
- 第10回 ノースショア「サーフィン　ハワイアンの魂」（ アメリカ合衆国・サーフィン）
- 第11回 オールド・トラフォード「悲劇から50年　夢の劇場」（ イングランド・サッカー）

※サブタイトルはホームページ参照

## スタッフ
プロデューサー：大村英治（WOWOW）
プロデューサー・企画：村橋直樹（オフィス・トゥー・ワン）
演出：板倉裕司（#1,7,10)　木下健(#2,4,11)　竹越正次(#5)　袴田一成（#6)　井上和也(#8)　安藤真帆（#9)　村橋直樹（#3)
音楽：山下康介　萩森英明　黒田賢一
撮影：汲田龍一　片岡高志　有本竜（TSP)　　　音声：佐藤雅史　相川和彦
編集：林大介　山代温之　　　MA：大出典夫
技術：TSP
海外コーディネート：テレサーチ　GPA
ロゴデザイン：楠原幸時